# Coert Lambertus van Beyma
Coert Lambertus van Beyma, né le 5 février 1753 à Harlingen et mort le 7 septembre 1820 à Dronrijp, est un homme politique néerlandais ayant joué un rôle important pendant la Révolution batave, entre 1782 et 1798.

## Biographie

### Meneur de la Révolution batave en Frise
Coert Lambertus van Beyma est issu d'une famille de régents de Frise ; son père est secrétaire de l'amirauté frisonne. Étudiant en droit, il prononce un discours à l'occasion de la visite du stathouder Guillaume V d'Orange lors de sa visite à Franeker. Il poursuit ses études à l'université de Leyde dont il sort non diplômé en décembre 1775. Van Beyma devient l'année suivante membre des États provinciaux de Frise. En 1780, il est diplômé de l'université de Franeker et il se présente pour devenir bourgmestre de Westdongeradeel mais est battu ; il est cependant secrétaire de la ville. Il entre alors en relation avec Joan Derk van der Capellen, l'un des meneurs des patriotes et inspirateurs de la Révolution batave, et Johan Valckenaer. Ensemble, ils militent pour la mise en place d'armées provinciales, la reconnaissance de la jeune république des États-Unis et la limitation des pouvoirs du stathouder. En février 1782, Van Beyma tente de forcer les États de Frise à mettre en application l'article VII de l'union d'Utrecht, ce qui a pour effet un armement général de la population. En 1783, Van Beyma réussit à mettre en place une alliance entre huit des plus importantes villes de Frise, entraînant une importance croissante des patriotes. Les postes des administrations sont attribués plus démocratiquement.
Une armée provinciale a été formée quelques mois après le départ du duc Louis Ernest de Brunswick-Lüneburg, régent des Provinces-Unies et la guerre de la Marmite, en janvier 1785. La majorité des aristocrates était républicaine mais ne souhaitait pas une démocratisation poussée. Les États de Frise sont de plus en plus divisés lorsque le stathouder et sa famille s'installent à Leeuwarden après avoir quitté La Haye en septembre 1785. Le 15 octobre, la ville adopte un nouveau règlement effectif le 1er juin 1787, avec des conditions plus strictes pour les nouveaux vroedschapen : les catholiques, mennonites et la plupart des patriotes en sont exclus.
Au début du mois d'août 1786, Van Beyma, J. Roorda, A.C.J. de Beere, Cornelis van den Burg et Johannes Lambertus Huber se rendent au rassemblement national des milices et corps francs à Utrecht. Ils y rencontre d'autres patriotes comme Herman Willem Daendels, jeune avocat de Hattem, Gerrit Paape, journaliste à Delft, Pieter Vreede, négociant en drap à Leyde ou John Adams, envoyé par les États-Unis en Europe. Le 3 août, il rentre à Leeuwarden et intègre peu après les États de Frise.
En août 1787, alors que le soutien à la Hollande menacée par la Prusse qu'il demande est refusé par les États, il tente un coup d'État, avec une dizaine de partisans, dont Johan Valckenaer et Hector van Altena. Ils résident à Franeker, pendant qu'ils rassemblent des munitions dans le port de Makkum. Une colonne volante de volontaire investit les villes de Frise et pousse les vroedschappen divisés à reconnaître les nouveaux États de Franeker. Devant l'approche prussienne, Van Beyma panique et menace d'ouvrir les digues pour arrêter les Prussiens. Le 23 septembre 1787, les patriotes frisons réalisent la faiblesse de leurs soutiens, de leurs moyens financiers et que la France ne les aidera pas. Ils décident de se replier à Amsterdam pour défendre la ville. Dans le retraite précipitée, Van Beyma ou son secrétaire Van Altena oublient des documents compromettants pour de nombreux patriotes qui seront facilement condamnés deux ans plus tard. Johan Valckenaer, ancien professeur à Franeker, a violemment condamné le coup de force et la négligence de Van Beyma.

### L'exil et la République batave
Comme de nombreux patriotes, Van Beyma part en exil à Bruxelles puis à Saint-Omer dans le nord de la France. Durant une visite à Paris en 1788, Van Beyma réussit à obtenir le paiement par le gouvernement français d'une pension pour les patriotes exilés. Toutefois, une nouvelle querelle éclate entre Van Beyma et Valckenaer et les patriotes se divisent. En 1791, Valckenaer, écarté des versements de la pension,  pense un temps émigrer aux États-Unis avant de réussir à obtenir le soutien de la plupart des patriotes de Saint-Omer.
Le 18 octobre 1792, il intègre le comité révolutionnaire batave formé  à Paris par les patriotes exilés. Ce comité a pour but de convaincre les jacobins à soutenir la cause des patriotes. Le conflit avec Valckenaer s'envenime et Van Beyma est emprisonné à Paris en octobre 1793. Il est libéré un an plus tard et rentre peu après en Frise avec l'armée française, après la mise en place de la République batave en janvier 1795. Le 3 février, il accueille une députation des États frisons, dont fait partie Justinus van Burmania Rengers, venue négocier la reddition de la Frise. Le 19 février 1795, il devient membre de l'assemblée provisoire de Frise mais ne siège qu'à partir du mois de mars, ayant des affaires à régler en France. 
En février 1796, Coert Lambertus van Beyma est élu député à la première assemblée nationale batave. Toutefois, son élection est contestée, le souvenir de son attitude de 1787 étant encore frais, et elle n'est validée que le 17 juin. Il se montre un ardent républicain, défendant les patriotes contre les orangistes et attaché aux idées fédéralistes. Il se prononce contre le projet de constitution qui est rejeté par le peuple batave par référendum le 8 août 1797. Il est réélu aux élections législatives qui suivent. 
Il est arrêté lors du coup d'État unitariste du 22 janvier mené par Pieter Vreede et fait partie des dix députés emprisonnés à la Huis ten Bosch de La Haye. Il est enfermé dans la même pièce que Hendrik van Castrop, pourtant beau-frère de Vreede et que Van Beyma a souvent affronté à l'assemblée. Toutefois, Van Castrop et Van Beyma ont noué au cours de cet emprisonnement une sincère amitié. Libéré en août 1798, il est en total désaccord avec la constitution unitaire de 1798 et se retire ruiné à Harlingen où il redevient avocat fiscaliste.
Il se tient à l'écart de la vie politique jusqu'en 1817, lorsqu'il est élu aux États provinciaux de Frise où il siège jusqu'à sa mort en 1820.